# Petercsák Tivadar
Petercsák Tivadar (Filkeháza, 1947. március 29.) néprajzkutató-muzeológus, egyetemi tanár, MTA doktora

## Élete
Sátoraljaújhelyen érettségizett 1965-ben, és a debreceni Kossuth Lajos Tudományegyetemen végzett történelem-néprajz-népművelés szakon 1971-ben. A sárospataki Rákóczi Múzeum néprajzos muzeológusa 1972-1975 között, majd a szerencsi Zempléni Múzeum igazgatója volt 1981-ig. 1981-1989 között az egri Dobó István Vármúzeum osztályvezetője, tudományos titkára és igazgatóhelyettese. 1989-ben lett a Heves Megyei Múzeumi szervezet igazgatója, amely tisztséget 2008-ig töltötte be. Ez idő alatt az Eszterházy Károly Főiskolán néprajzot oktatott, ahol 2009-től a Történeti Segédtudományok Tanszék vezetője volt. 2010-ben kapott egyetemi tanári kinevezést, részt vett a Kulturális Örökség MA szak elindításában és 2014-ben történt nyugdíjba vonulásáig volt a Történettudományi Intézet oktatója.

## Munkássága
Muzeológusként jelentősen gyarapította a sárospataki és az egri múzeum gyűjteményeit, berendezte a komlóskai tájházat. Vezetése alatt fejeződött be a Dobó bástya rekonstrukciója, ahol új kiállító- és konferenciatermekkel bővültek a múzeum lehetőségei. Történetileg hiteles élményelemekkel, fesztiválok szervezésével gazdagodott az egri vár, megújultak az állandó kiállítások és jelentősen szélesedtek a nemzetközi kapcsolatok.
Tudományos kutatómunkát a tradicionális paraszti állattartás, népi erdőhasználat, az erdő- és legelőközösségek, a népi önkormányzati tisztségek, kiemelten a fertálymesterség területén végzett. Munkahelyeihez kapcsolódóan összefoglaló munkái születtek a képes levelezőlap művelődéstörténetéről, az egri vár kultuszáról, és vizsgálta a vándoriparosok tevékenységét, a népművészet és népszokások regionális jellemzőit. Szerkesztette a Dobó István Vármúzeum periodikáit, monográfiáit, valamint az Egri Domus Universitatis és Líceum kötetet (2013).
Tudományos fokozatai: egyetemi doktor (1975), kandidátus (1992), PhD (1996), MTA doktora (2007), dr.habil (2009).
Tagja a Magyar Tudományos Akadémia Néprajztudományi Bizottságának, amelynek elnöke volt 2017-2021 között. Az MTA MAB Néprajzi és Kulturális Antropológiai Munkabizottságának az elnöke.

## Főbb publikációi
- Hegyköz (1978)
- Népi szarvasmarhatartás a zempléni Hegyközben (1983)
- Népszokások Filkeházán (1985)
- Az erdő az Északi-középhegység paraszti gazdálkodásában (1992)
- A képes levelezőlap története (1994)
- Néprajzi tanulmányok az Északi-középhegység vidékéről (1998)
- Filkeháza évszázadai és hagyományai (2001)
- Nemesi és paraszti közbirtokosságok Heves megyében (XVIII-XX. század) (2003)
- A közbirtokosság. Erdő- és legelőközösségek Észak-Magyarországon (2008)
- Várak és múzeumok (2010)
- A szőlő és a bor a néphagyományban (2012)
- A fertálymesterség. Egy hagyományőrző tisztség Egerben (2014)
- Az egri fertálymesterség és a Líceum (2018)
- A magyar képeslap története (2020)
- Az egri Cifra-Sánc városrész és fertálymesterei (2021)
- Az egri vár kultusza (2022)
- Képeslapok felvidéki fürdőhelyekről és nyaralásról. In: Tanulmánykötet Kriston-Vízi József etnográfus-muzeológus 70. születésnapjára. Nagykőrös (2023)

## Díjai, elismerései
- Gunda Béla-díj (1985)
- Móra Ferenc-díj (1997)
- Pro Cultura Agriae-díj (1999)
- Heves Megyéért-díj (2000)
- Filkeháza Községért Emlékérem (2001)
- Györffy István Emlékérem (2007)
- Heves Megyei Prima-díj (2007)
- Szabadfalvi József-díj (2008)
- Dobó István Emlékérem (2009)
- A Magyar Köztársasági Érdemrend lovagkeresztje (2009)
- Lengyel Köztársasági Érdemrend Lovagkeresztje (2010)
- MTA MAB Emlékérem (2022)